# Alpgentiana
Alpgentiana (Gentiana acaulis) är en gentianaväxtart som beskrevs av Carl von Linné. Alpgentiana ingår i släktet gentianor, och familjen gentianaväxter. Inga underarter finns listade i Catalogue of Life.